# Урочище «Дубина»
Урочище «Дубина» — ботанічний заказник місцевого значення в Україні. Розташований на території Ставищенського району Київської області (Ставищенське лісництво, кв. 38-40), в межах Сніжківської сільської ради, між селами Сніжки та Розкішна. 

## Опис

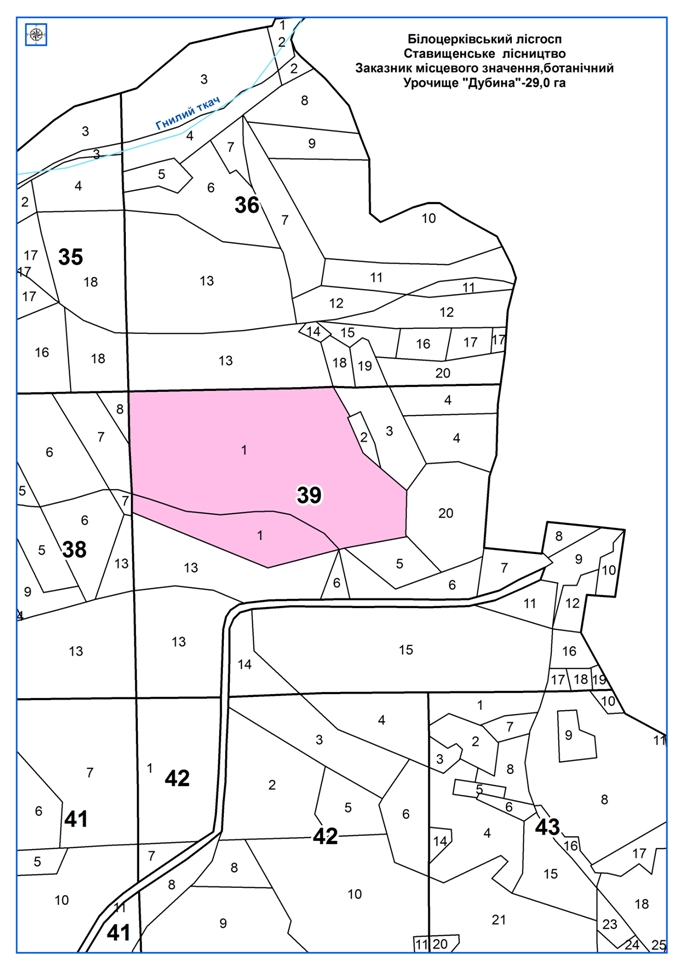
Дубина. Схема

Урочище являє собою малопорушений масив 60-річного грабового лісу з участю в деревостої рідкісного для Київщини виду черешні. Деревостан двоярусний, середній вік 60-100 років, площа 30 га, висота — 25-35 м, діаметр — 25-35 см. В тав'яному покриві в ранньовесняний період домінують рідкісні, внесені до Червоної книги України види підсніжника звичайного, цибулі ведмежої, пижма звичайного, валеріани високої, буквиці лікарської, перстача білого, а також ряст Маршалла, який є рідкісним для Київщини (відомо всього два його місцезростання).

## Історія
Оголошено рішенням Київського облвиконкому від 26.11.1991 року № 191 "Про оголошення нововиявлених територій природно-заповідними територіями місцевого значення". Був створений рішенням Київської обласної ради від 24 жовтня 2002 року № 045-04-XXIV. Знаходиться у віданні ДП «Білоцерківське лісове господарство».
На території заказника забороняється
1. Надання ділянок під будівництво.
2. Розорювання земель.
3. Розробка корисних копалин.
4. Засмічення та забруднення території заказника, влаштування сміттєзвалищ.
5. Збір лікарських рослин.
6. Інші види господарської діяльності, які можуть призвести до втрати наукової та культурно-освітньої цінності заказника.